# 객부
객부(客部)는 백제의 관서이다.

## 개요
사비 천도 이후 재정된 백제의 외관 12부 중의 하나로, 외교 및 사신 접대를 담당했다.